# Pilar Abella
Pilar Abella (* 25. Juni 1980 in Lugo, Galicien) ist eine spanische Schauspielerin.

## Leben
Vor der Kamera stand sie sowohl für TV-Serien als auch für internationale Kinoproduktionen.
Sie spielte seit 2007 die Spurensicherin Katia Martelli in der Neuauflage der Serie Kommissar Rex.
Sie verließ 2010 die Serie zusammen mit Kaspar Capparoni und Fabio Ferri.

## Filmografie (Auswahl)
- 1999: La Prima Volta
- 2005: La porta delle 7 Stelle
- 2007: Teresa, el cuerpo de Cristo
- 2007: Café solo o con ellas
- 2007: Krieg und Frieden (4 Folgen)
- 2008: Falco – Verdammt, wir leben noch!
- 2013: Sono un pirata, sono un signore
- 2008–2014: Kommissar Rex (48 Folgen)
- 2023: La quattordicesima domenica del tempo ordinario